# 内接図形

種々の多角形の内接円

円の内接三角形

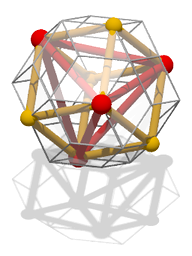
四面体 (赤) は立方体 (黄) に内接し、それはさらに菱形三十面体 (灰) に内接している。
(クリックで回転)

初等幾何学において、平面図形や立体が内接（ないせつ、英: inscribe）するとは、それを内側に「ピッタリ収まる」ように包絡する別の図形や立体があることを意味する。「図形 F が図形 G に内接する」ことは「図形 G が図形 F に外接する」こととちょうど同じである。円や楕円が凸多角形に（あるいは球面や楕円体が凸多面体に）内接するとは、外側の図形の全ての辺（あるいは面）に接することを言う（同じ意味の別な言い回しは内接球面の項を参照）。円や楕円あるいは多角形に内接する多角形（または球面、楕円面あるいは多面体に内接する多面体）は、各頂点が外側の図形上にある。そして、外側の図形が多角形や多面体の場合には、内接多角形や内接多面体の頂点は、必ず外側の図形の辺上になければならない。内接図形の向きが一意である必要がないことは容易に理解されることで、なんとなれば外側の図形が円であるとき内接図形をどのように回転させようとももとの図形と合同な内接図形が得られることを見ればよい。
よく知られた内接図形の例として、三角形や正多角形に内接する円や、円に内接する三角形や正多角形がある。任意の多角形に対して、それに内接する円を内接円 (incircle) と呼び、対する多角形を円外接多角形 (tangential polygon; 接多角形) と言う。円に内接する多角形は円内接多角形 (cyclic polygon) と言い、対する円をその外接円と呼ぶ。
外側の図形の内接半径 (inradius; 内半径) あるいは充填半径は内接円（あるいは内接球）が存在すれば、その半径を言う。
以上の定義は、考える幾何学的対象が二次元または三次元のユークリッド空間に埋め込まれていることを前提として与えられたものだが、高次元のユークリッド空間やほかの距離空間に埋め込まれる場合に関しては、一般化も容易である。
他に用例として、テープリッツの内接正方形問題では、凸ですらない図形に対してさえ、その図形の上に四つすべての頂点が載っているような接正方形を考える。

## 性質
- 任意の円は、任意の三つの角度を持つ三角形（もちろん角度の和は180°に等しい）を内接三角形として持つ。任意の三角形は適当な円に内接する（そのような円は、その三角形の外接円と呼ばれる）。
- 任意の三角形は、それに内接する円を持つ（そのような円は三角形の内接円という）。
- 任意の円は、それに内接する正 n-角形 (∀n ≥ 3) を持ち、また任意の正多角形は適当な円（外接円）に内接する。
- 任意の正多角形はそれに内接する円（内接円）を持ち、任意の円は適当な正 n-角形 (∀n ≥ 3) に内接する。
- 辺の数が 3 より多い多角形の場合、どの多角形でも内接円を持つわけではない。内接円を持つ多角形は円外接多角形と言う。同様に、辺の数が 3 より多い多角形の場合、どの多角形でも円に内接するわけではない。そのような多角形は円内接多角形である。
- 任意の三角形を適当な楕円に内接させることができる。そのような楕円はシュタイナー外接楕円あるいは単にシュタイナー楕円といい、その中心は三角形の幾何学的重心で与えられる。
- 任意の三角形は無数の内接楕円を持つ。そのうちの一つが内接円であり、また別の一つとしてシュタイナーの内接楕円は三角形の各辺の中点で接する。
- 任意の鋭角三角形は三種の内接正方形を持つ。鋭角三角形の極限としての直角三角形を考えれば、内接正方形のうち二つは重なり合って互いに一致してしまうから、直角三角形の内接正方形は相異なる二種類である。鈍角三角形は、内接正方形を一種類しか持たず、その内接正方形は一辺をもとの三角形の最長辺の一部と共有する。
- ルーローの三角形やもっと一般の定幅曲線は、適当な大きさの正方形の内部に、任意の向きで内接させることができる。